# Jersiais
Ne doit pas être confondu avec Français de Jersey ou Jersiaise.

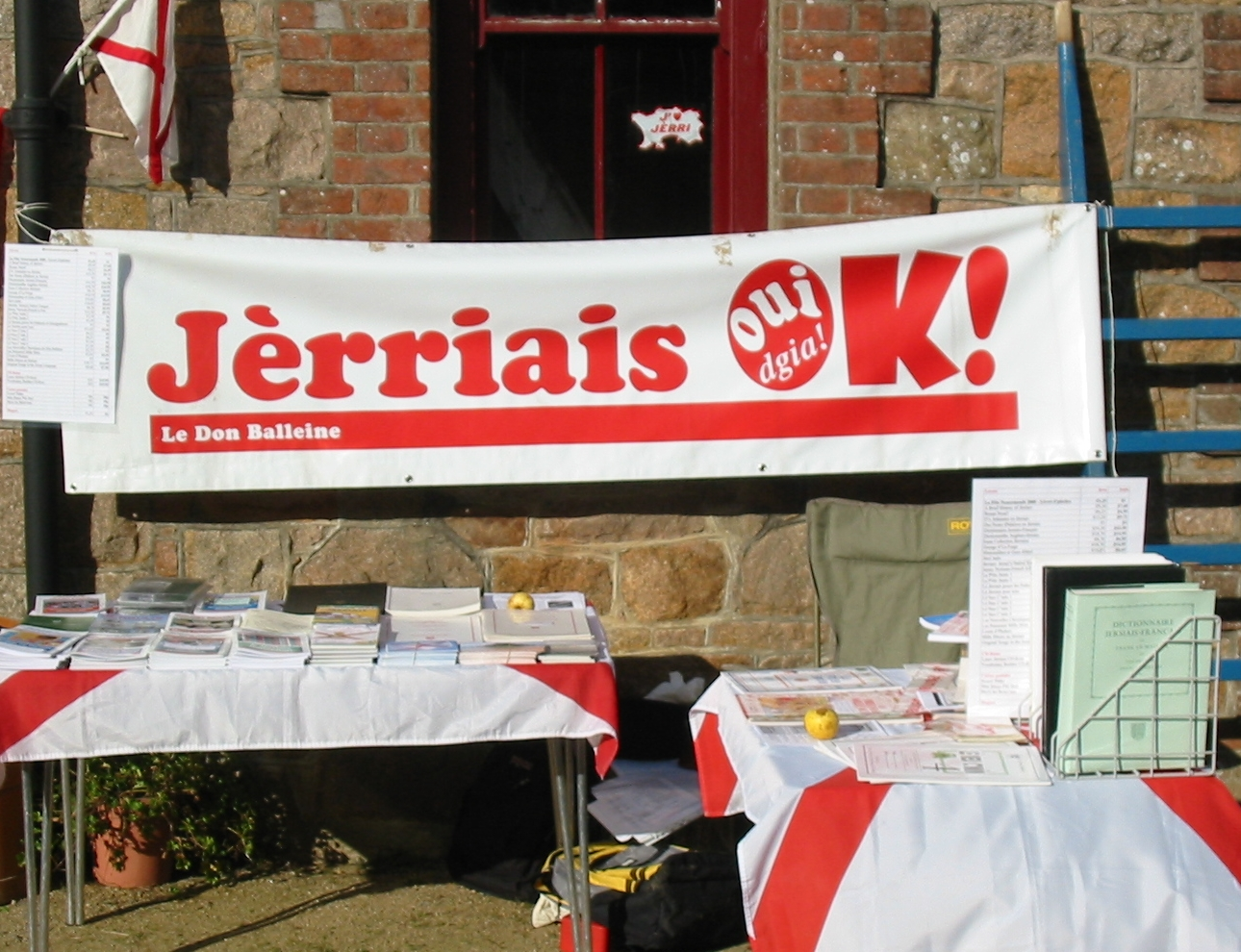
Stand de langue jersiais lors de la Faîs'sie d'Cidre (la fête du cidre).

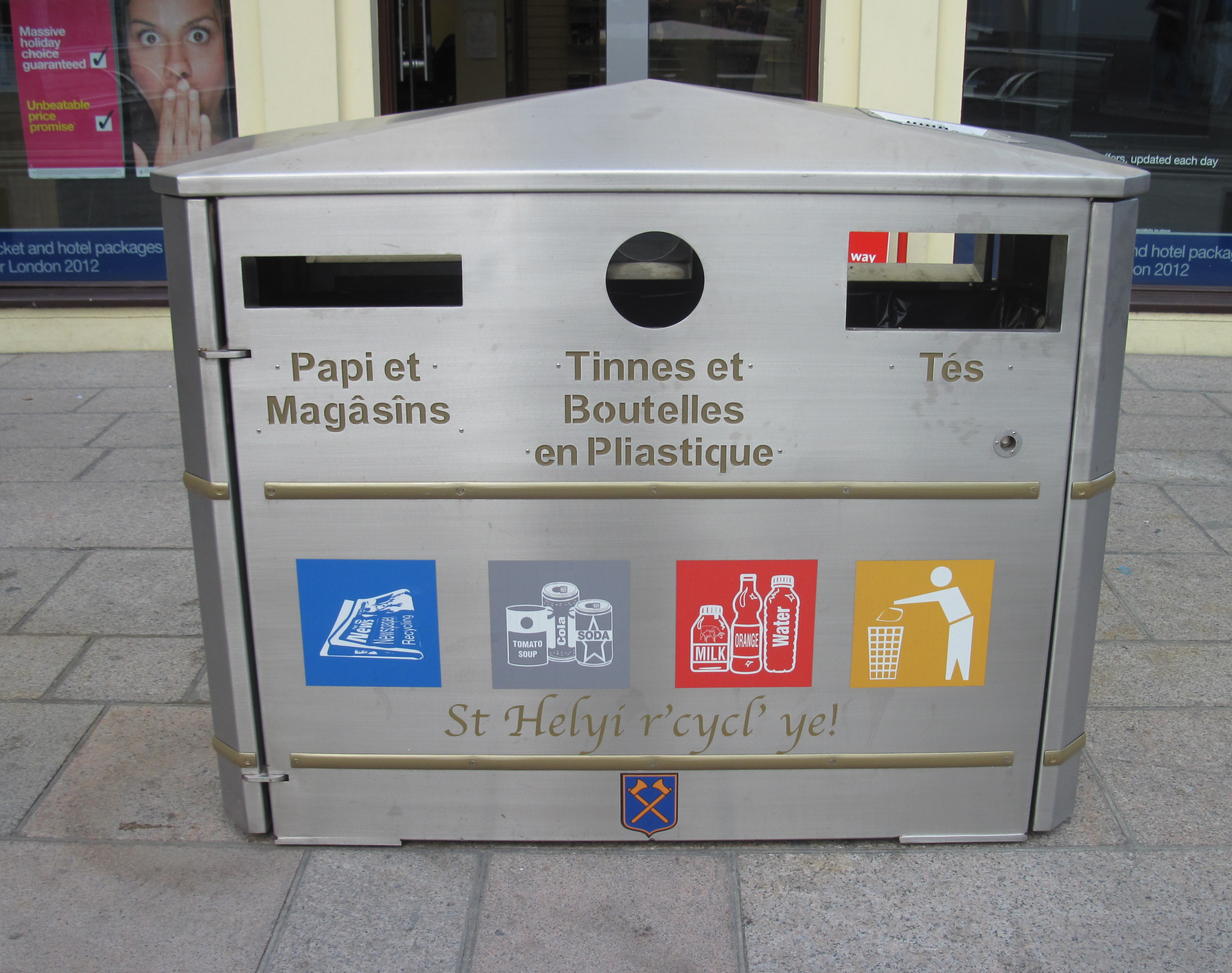
Collecteur pour le recyclage en langue jersiaise à Saint-Hélier.

Le jersiais (en jersiais et en anglais Jèrriais et parfois appelé en français « normand de Jersey ») est le dialecte normand utilisé sur l'île anglo-normande de Jersey.

## Situation actuelle à Jersey
La langue insulaire n'a été reconnue comme langue officielle par le gouvernement de l'île que le 12 février 2019. Avant cette date, seuls l'anglais et le français étaient langues officielles sur l'île.
La langue jersiaise est également reconnue en tant que langue régionale des Îles Britanniques dans le cadre du Conseil Britannique-Irlandais (avec le guernesiais, l'irlandais, le gallois, l'écossais, le scots, le scots d'Ulster, le mannois et le cornique.)
L'enseignement facultatif du jersiais se fait dans les écoles de Jersey. Environ deux cents enfants apprennent le jersiais dans les écoles élémentaires de l'île.
On retrouve des éléments du jersiais dans la toponymie normande de l'île, ainsi que dans des noms de rue.
On voit de la signalétique bilingue dans les musées de Jersey, à l'aéroport, dans les gares maritimes et dans les paroisses.
Selon le recensement de 2011, 1 700 personnes (sur 97 857 habitants, soit 1,7 % de la population) parlaient le jersiais habituellement ou parfois. Selon les enquêtes jusqu'à 15 % de la population ont une compréhension de la langue. Pour la première fois, on a remarqué en 2001 une croissance de l'usage de la langue chez les enfants et les jeunes gens.
Un site web en langue jersiaise existe, Les Pages Jèrriaises. Ce site offre de nombreuses informations diverses culturelles et linguistiques sur la langue normande de Jersey.
Il ne faut pas confondre le jersiais et le français de Jersey, langue officielle. Le français est toujours utilisé pour désigner les fonctions officielles : connétable, vingtenier, centenier, procureur du Bien Public, etc.

## Le jersiais en Gaspésie
La Gaspésie, région orientale du Québec, est probablement le seul endroit au monde en dehors l'île de Jersey où la langue jersiaise s'est imposée.
Des immigrants jersiais, arrivés en Gaspésie, en terre française, ont pu établir une communauté jersiaise forte et parler le jersiais, au moment où à Jersey l'éducation devenait obligatoire et seulement en anglais.
Au milieu du XIXe siècle, les Jersiais étaient nombreux en Gaspésie et leur langue, le jèrriais, était parlée couramment, principalement à Rivière-au-Renard, jusqu'à Paspébiac, dans la baie des Chaleurs.
Le jèrriais participait alors à deux cultures, la française et l'anglaise. Dans les commerces, on employait la langue jersiaise afin que les habitants, qu'ils soient français ou anglais, comprennent mot aux échanges entre les commis.
Le jèrriais est encore parlé dans les années 1960 mais le français a maintenant largement pris le dessus. Il existe toutefois une Société des Jersiais et Guernesiais de la Gaspésie et des emprunts au jèrriais existent toujours dans le français populaire parlé dans certaines régions de la Gaspésie.

## Littérature
Le Jersiais Wace est considéré comme fondateur de la littérature jersiaise au XIIe siècle.
Mais il ne reste que quelques bribes de la langue écrite avant l'introduction de l'imprimerie à Jersey en 1783. Dès les premières revues et journaux imprimés à Jersey, on retrouve des lettres, des articles et des vers en jersiais.
La première poésie imprimée et datée (1795) sera une annonce publicitaire rimée pour du tabac au nom de Matthew Le Geyt (1777-1849), auteur également de vers satiriques sur la vie militaire et sociale de l'époque.

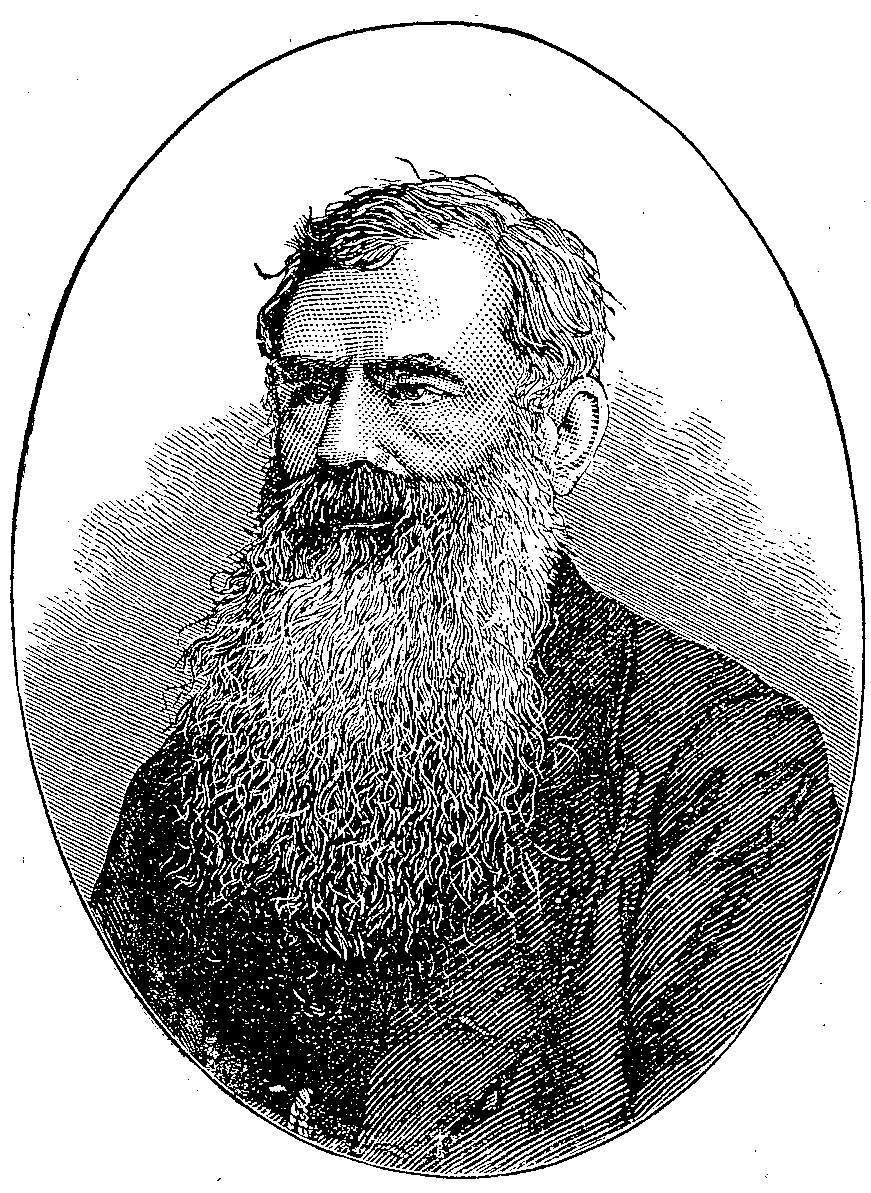
Laelius (Messire Robert Pipon Marett)

Robert Pipon Marett, poète, avocat, journaliste et bailli de Jersey (1820-1884), jouait un rôle important dans la standardisation de l'orthographe. Il avait proposé l'orthographe du français comme base – la langue française étant à l'époque seule langue officielle de l'administration à Jersey. Sa Fille Malade fut citée par François-Victor Hugo dans son livre La Normandie inconnue.
Pendant son exil à Jersey, Victor Hugo s'intéressait à la langue des pêcheurs insulaires et accueillait les auteurs du pays. Il trouvait un sympathisant dans le poète Philippe Asplet (1818 - 1893). À Jean Sullivan (1813-1899), auteur jersiais, Hugo a écrit en 1864 que le jersiais est une « précieuse langue locale » et dans son Archipel de la Manche, Hugo a écrit : « Quant au patois, c'est une vraie langue, point méprisable du tout. Ce patois est un idiome complet, très riche et très singulier. »
Augustus Asplet Le Gros (1840-1877) écrivait des vers lyriques sur les thèmes de la femme, du patriotisme jersiais et des scènes de genre. Éditeur d'une petite revue annuelle de poésie, il encourageait une littérature sérieuse en jersiais. Il a travaillé, avec l'écrivain jersiais Philippe Langlois, à un dictionnaire qui a servi de base au Glossaire du Patois Jersiais édité par la Société jersiaise en 1924.
Edwin John Luce (1881-1918), rédacteur du journal La Nouvelle Chronique de Jersey, écrivait des vers satiriques.
Philippe Le Sueur Mourant (1848-1918) écrivait des séries d'articles pour les journaux et almanachs qui racontaient les aventures de personnages typiquement jersiais, tout d'abord des campagnards et puis à partir de 1911 des Jersiais naïfs en ville face à l'anglicisation croissante de la société.
George William de Carteret (1869 - 1940), journaliste, écrivait un feuilleton hebdomadaire dans les journaux de Jersey depuis la fin du XIXe siècle jusqu'à l'occupation allemande. Il inventa le personnage du Caouain (chouette) qui commentait les élections, les administrations paroissiales et le bavardage du coin de Jersey. L'anglicisme et l'informalité de sa langue sont marqués.

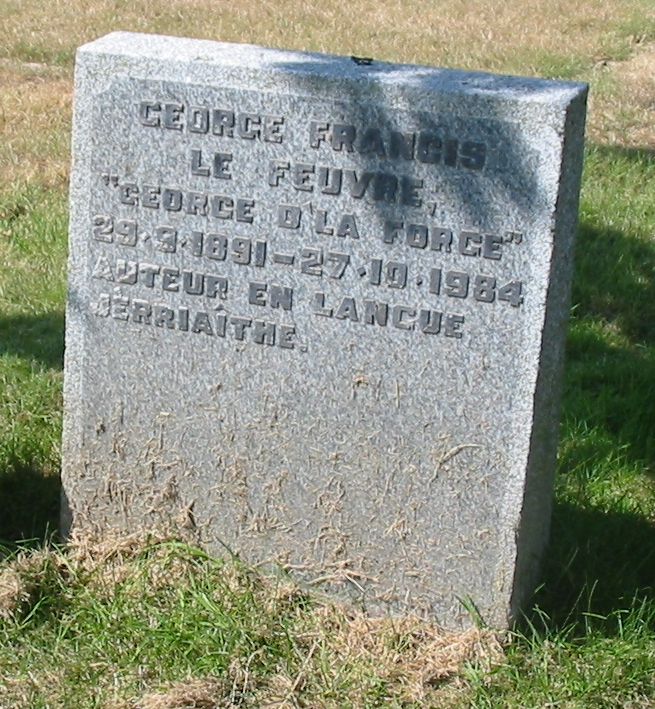
George Francis Le Feuvre, « George d'la Forge », 29.9.1891 - 27.10.1984, Auteur en langue Jèrriaîthe

George Francis Le Feuvre (1891 - 1984) qui écrivait sous le nom de George d'la Forge émigra au Canada après la Première Guerre mondiale et à la suite devint citoyen des États-Unis, mais entre la fin de la Seconde Guerre mondiale et sa mort, il envoyait une lettre hebdomadaire en jersiais aux journaux de Jersey - des commentaires sur le monde, la politique américaine, mais surtout des mémoires de sa jeunesse à Jersey et le monde disparu de son enfance. Déraciné mais patriote, il gardait un conservatisme et un purisme dans sa langue, surtout influencé par la lexicographie de Fraînque Le Maistre.
Fraînque Le Maistre (1910-2002), fermier, entama avec l'aide de Jean Dorey, le travail d'un dictionnaire encyclopédique du jersiais qui fut publié en 1966 avec la participation financière des États de Jersey à l'occasion des 900 ans de la Conquête de l'Angleterre. Le Maistre, honoré par les Académies de Caen et d'Uppsala, par la Reine Elizabeth II et par la République française, a également longtemps été rédacteur de la revue trimestrielle en jersiais. Défenseur de la vieille langue, il se battait contre l'anglicisme et la néologie au point de promouvoir des gallicismes et des archaïsmes. Il était poète assez médiocre, mais c'est surtout ses recherches en toponymie et sur le lexique du jersiais qui lui servent de monument.
Amélia Perchard (1921-2012) est écrivain, dramaturge, poétesse et auteur en langue jersiaise dont les pièces font partie de l'histoire du théâtre à Jersey.

## Historique

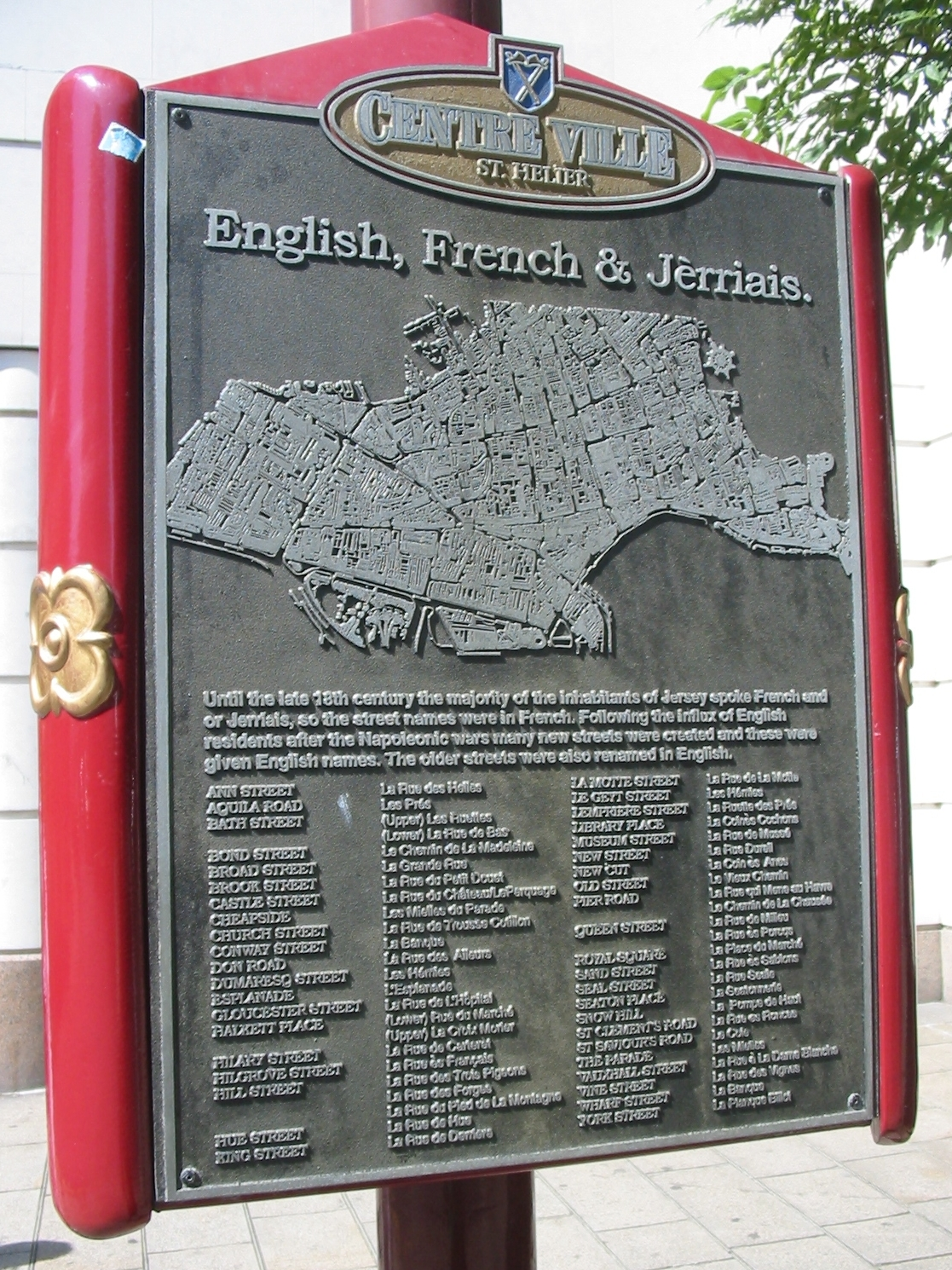
Un panneau à Saint-Hélier explique le patrimoine linguistique, de l'anglais, du français et du jersiais, des noms de rue.

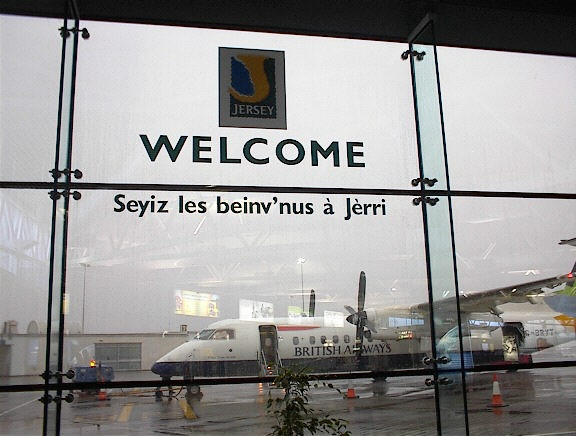
Annonce de bienvenue en jersiais à l'aéroport de Saint-Hélier.

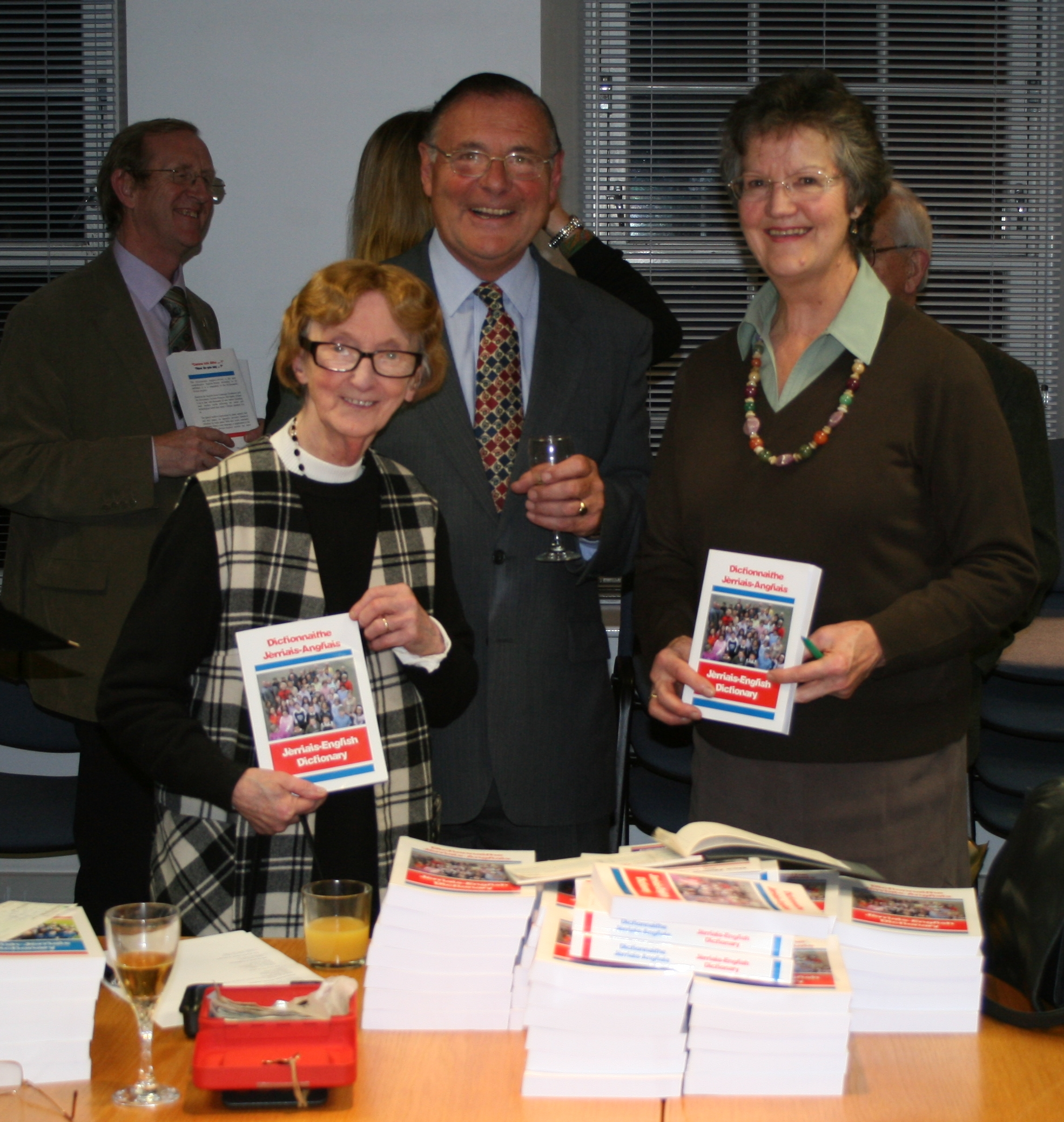
Vente du Dictionnaithe Jèrriais-Angliais.

En 933, Jersey fut incorporé dans le territoire du duché de Normandie. Le normand est arrivé, mais le début d'un développement autonome devait attendre la division de la Normandie en 1204.
Le jersiais contient des mots d'origine scandinave, tels que :
- greune (rocher en mer juste au-dessous de la surface à marée basse)
- hèrnais (charrette)
- graie (préparer)
- hague (cenelle)
- mielle (dune)
- bel (cour)
- hougue (monticule)
- haûgard (enclos pour les tas de grain)

Le sercquiais, langue normande de Sercq, est descendu du jersiais apporté à Sercq au XVIe siècle lors de la colonisation de l'île — inhabitée à cette époque — par des familles jersiaises.
Depuis des siècles, les Jersiais empruntent des mots à l'anglais. Les servantes venues de la campagne travailler dans des maisons d'Anglophones en ville avaient appris des mots tels que :
- sâsse-paine (casserole, de saucepan)
- scrober (nettoyer à la brosse, de scrub)
- ticl'ye (bouilloire, de tea kettle)
- coutchi (cuisiner, de cook)
- ouâchinner (agiter le linge dans de l'eau savonnée, de wash)

Depuis, la technologie a introduit des mots comme la bike (le vélo), la motorbike (la moto), stèrter (démarrer, de start) et dêpliodgi (débrancher, de plug).
On retrouve des calques d'expressions anglaises:
- applyitchi pouor eune dgiabbe (faire une demande d'emploi, de apply for a job)
- être întérêssi dans tchiquechose (s'intéresser à quelque chose, be interested in something)
- i' couothit hors (il est sorti en courant, de he ran out)

Le français a influencé le lexique du jersiais par de nombreux emprunts. Notamment, le mot garçon a remplacé le mot hardé, bien que hardelle continue une existence en parallèle à côté de fil'ye.
On retrouve un petit nombre de mots d'origine bretonne ; par exemple, le mot pihangne (araignée de mer) vient de bihan (petit), quédaine (vite) de gaden (lièvre).
La première étude grammaticale du jersiais (Jersey : Ses Antiquités M. De La Croix), publiée en 1859, fut suivie par la première anthologie Rimes et Poésies Jersiaises en 1865.
Un Glossaire du Patois Jersiais écrit pendant la seconde moitié du XIXe siècle fut publié en 1924. C'est cet ouvrage qui inspira le jeune Le Maistre dans son travail lexicographique.
- Revue trimestrielle en jersiais depuis 1952.
- Le Dictionnaire Jersiais-Français publié en 1966.
- Vocabulaire Anglais-Jersiais publié en 1972.
- Grammaire, Lé Jèrriais pour tous, publiée en 1985.
- Méthodes d'apprentissage scolaire en 2000 - 2004
- Anglais-jersiais de poche en 2003
- Le Dictionnaithe Jèrriais-Angliais en 2005

## Phonétique

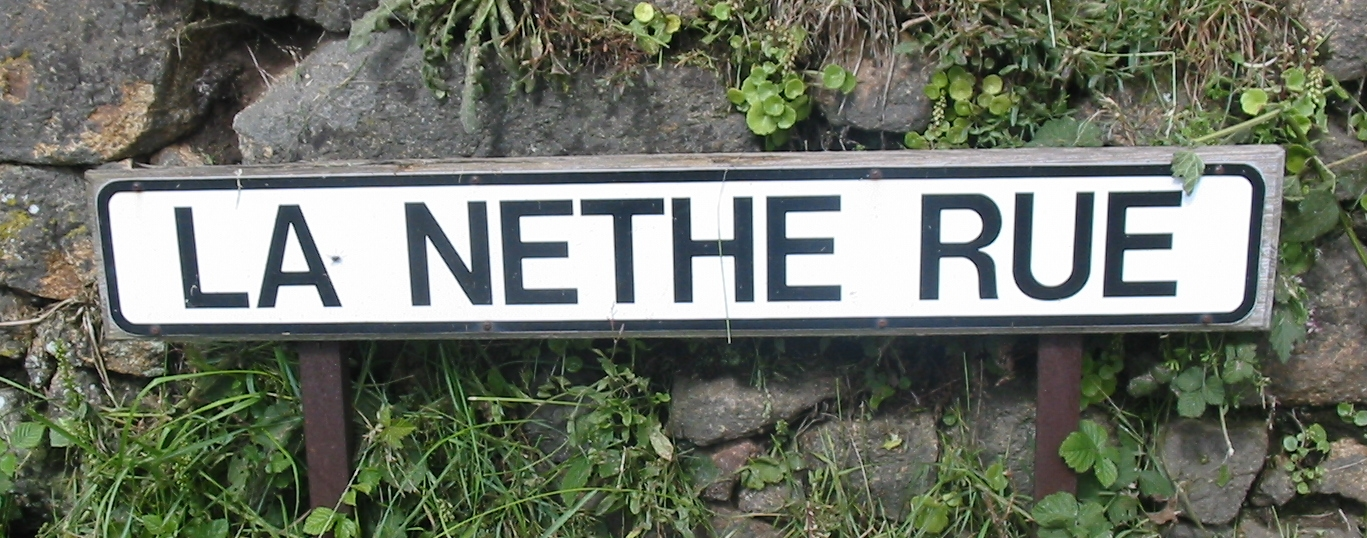
« La rue noire » à Saint-Ouën, Jersey : ce nom de rue montre le /th/ jersiais

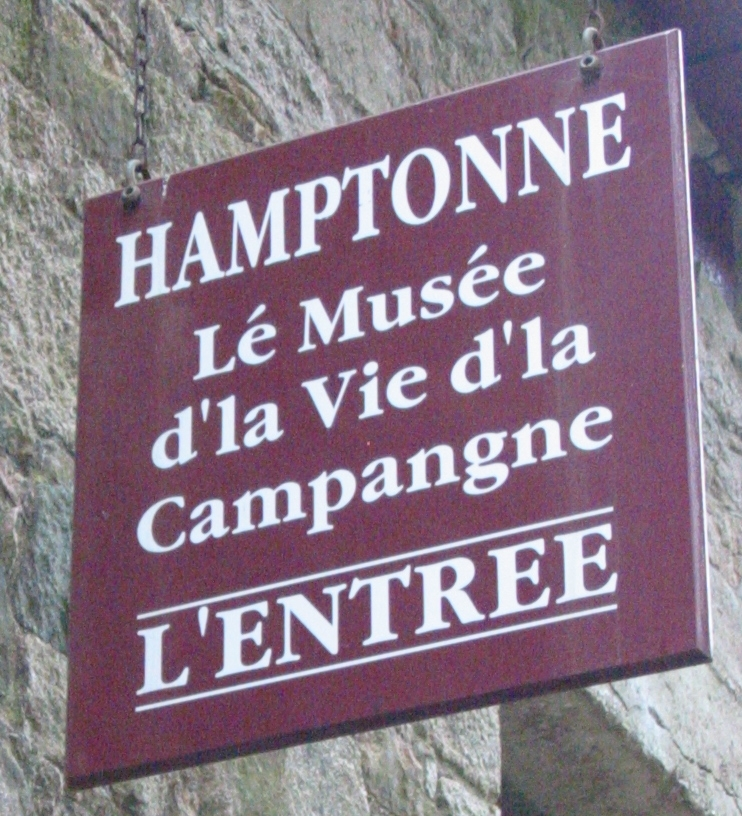
Le musée de la vie à la campagne (le musée des traditions rurales de Jersey).

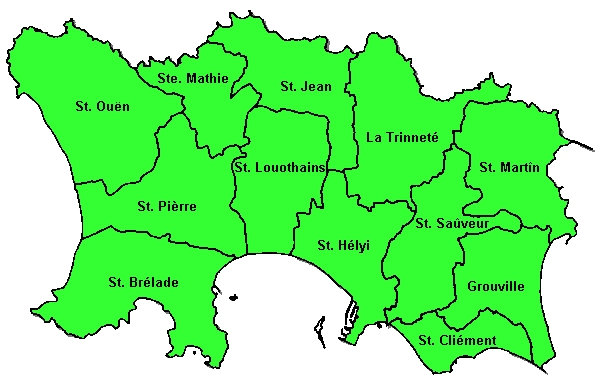
Les paroisses de Jersey en jersiais.

L'une des particularités du jersiais est le /th/ qui distingue la langue de celle de Guernesey et du normand continental.
| jersiais   | français     |
| ---------- | ------------ |
| mouaithe   | mûre         |
| liéthie    | lecture      |
| ouothinner | se tracasser |
| pithot     | oie          |

Le « l mouillé », qui s'écrit en guernesiais et en normand continental ll, s'écrit en jersiais soit li soit ly, l'y :
| jersiais     | français                       |
| ------------ | ------------------------------ |
| tabl'ye      | table                          |
| plyie        | pluie                          |
| cliavé       | panier pour la pêche du homard |
| bliatchinner | cirer les chaussures           |

Au début du XIXe siècle on trouve le signe w utilisé afin de représenter le phonème /w/ (comme on le fait en wallon ou en anglais, par exemple) mais à la suite l'orthographe normalisée a imposé un signe ou :
| jersiais  | français |
| --------- | -------- |
| bouan     | bon      |
| ouothelle | oreille  |
| ouasser   | aboyer   |
| achouêmi  | assommer |

On reconnaît le ou dans des mots empruntés et adaptés de l'anglais, tels que: ouadgîn (camion, de wagon), oualipe (coup de poing, de wallop), souîndgi (lancer, de swing) et baûsouîn (maître d'équipage, de boatswain)
Il existe des différences dialectales entre les paroisses de l'ouest et de l'est, ainsi que quelques variations lexicales.
| jersiais de l'ouest | jersiais de l'est | français                                    |
| ------------------- | ----------------- | ------------------------------------------- |
| pônchet             | paûchi            | pouce                                       |
| bandé               | haûlinne          | corde attachée au panier de pêche du homard |
| pêtre               | airangnie         | araignée                                    |
| tchênelle           | gliand            | gland                                       |
| paînfais            | bênarde           | berce                                       |

La gémination est représentée dans l'orthographe par un trigramme consonne-apostrophe-consonne. Par exemple, t't, ch'ch, s's, th'th. On retrouve la gémination surtout dans les noms verbaux et la conjugaison des verbes au futur et au conditionnel :
- la faîs'sie (action de faire) ;
- la donn'nie (action de donner) ;
- la brîng'gie (action de balayer ou brosser) ;
- ou pâl'la (elle parlera) ;
- j'féth'thêmes (nous repasserions, nous ferrerons un cheval) ;
- ou c'mench'chez (vous commencerez) ;
- ou much'chêtes (vous cacheriez).

## Conjugaison

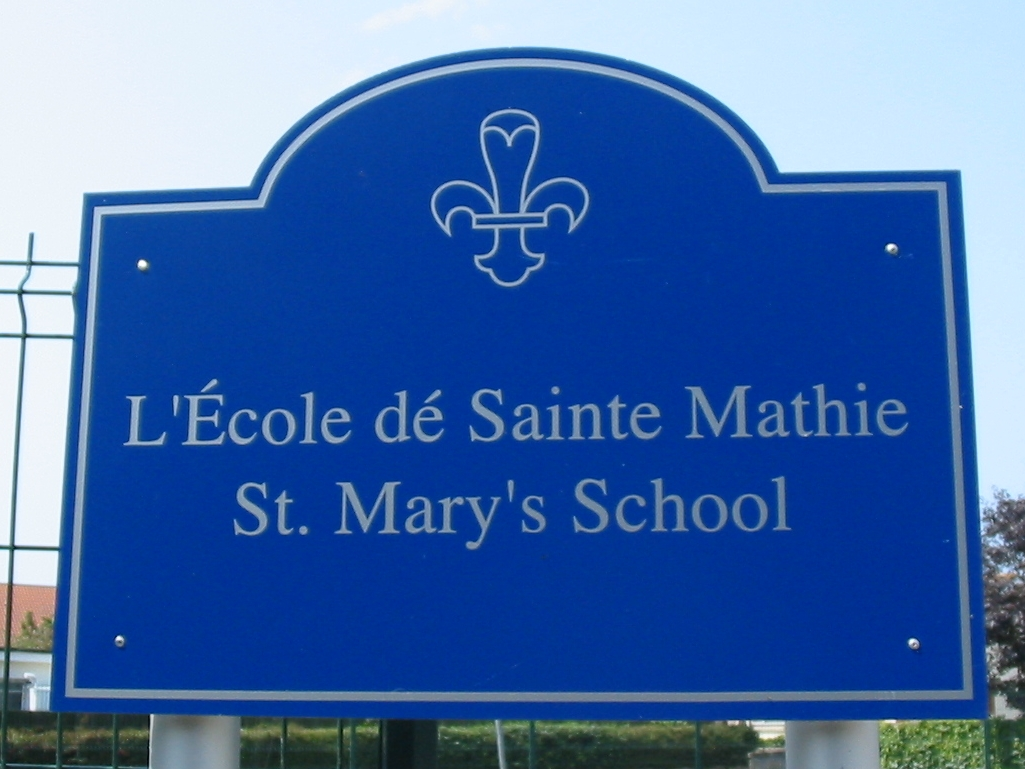
Panneau d'école bilingue jersiais-anglais.

- Le subjonctif se perd actuellement en langue parlée.
- i'/il représente le masculin et le féminin au pluriel.
- Le progressif existe au passé et au futur ainsi qu'au présent.
- Le prétérit parle d'action finie ; le parfait parle d'action liée au présent.

Verbe auxiliaire
| présent  | présent progressif | parfait      | prétérit   | imparfait   | futur composé       | futur      | conditionnel |
| -------- | ------------------ | ------------ | ---------- | ----------- | ------------------- | ---------- | ------------ |
| j'ai     | j'sis à aver       | j'ai ieu     | j' eus     | j'avais     | j'm'en vais aver    | j'éthai    | j'éthais     |
| tu'as    | tu'est à aver      | tu'as ieu    | tu'eus     | tu'avais    | tu t'en vas aver    | tu'éthas   | tu'éthais    |
| il a     | il est à aver      | il a ieu     | il eut     | il avait    | i' s'en va aver     | il étha    | il éthait    |
| oulle a  | oulle est à aver   | oulle a ieu  | oulle eut  | oulle avait | ou s'en va aver     | oulle étha | oulle éthait |
| j'avons  | j'sommes à aver    | j'avons ieu  | j'eûnmes   | j'avêmes    | j'nos n'allons aver | j'éthons   | j'éthêmes    |
| ous avez | ous êtes à aver    | ous avez ieu | ous eûtes  | ous avêtes  | ou vos n'allez aver | ous éthez  | ous éthêtes  |
| il' ont  | i' sont à aver     | il' ont ieu  | il' eûtent | il' avaient | i' lus en vont aver | il' éthont | il' éthaient |

Les verbes en « -ch-, -d-, -g-, -l-, -n-, -rr-, -ss-, -s-, -t-, -th- » sont géminés au futur et au conditionnel :
| présent    | présent progressif | parfait        | prétérit     | imparfait    | futur composé        | futur         | conditionnel    |
| ---------- | ------------------ | -------------- | ------------ | ------------ | -------------------- | ------------- | --------------- |
| j'cache    | j'sis à cachi      | j'ai cachi     | j'cachis     | j'cachais    | j'm'en vais cachi    | j'cach'chai   | j' cach'chais   |
| tu cache   | tu'est à cachi     | tu'as cachi    | tu cachis    | tu cachais   | tu t'en vas cachi    | tu cach'chas  | tu cach'chais   |
| i' cache   | il est à cachi     | il a cachi     | i' cachit    | i' cachait   | i' s'en va cachi     | i' cach'cha   | i' cach'chait   |
| ou cache   | oulle est à cachi  | oulle a cachi  | ou cachit    | ou cachait   | ou s'en va cachi     | ou cach'cha   | ou cach'chait   |
| j' cachons | j'sommes à cachi   | j'avons cachi  | j'cachînmes  | j'cachêmes   | j'nos n'allons cachi | j'cach'chons  | j' cach'chêmes  |
| ou cachiz  | ous êtes à cachi   | ous avez cachi | ou cachîtes  | ou cachêtes  | ou vos n'allez cachi | ou cach'chez  | ou cach'chêtes  |
| i' cachent | i' sont à cachi    | il' ont cachi  | i' cachîtent | i' cachaient | i' lus en vont cachi | i' cach'chont | i' cach'chaient |

| présent     | présent progressif | parfait        | prétérit      | imparfait     | futur composé         | futur         | conditionnel    |
| ----------- | ------------------ | -------------- | ------------- | ------------- | --------------------- | ------------- | --------------- |
| j'acate     | j'sis à acater     | j'ai acaté     | j'acatis      | j'acatais     | j'm'en vais acater    | j'acat'tai    | j'acat'tais     |
| tu'acate    | tu'est à acater    | tu'as acaté    | tu'acatis     | tu'acatais    | tu t'en vas acater    | tu'acat'tas   | tu'acat'tais    |
| il acate    | il est à acater    | il a acaté     | il acatit     | il acatait    | i' s'en va acater     | il acat'ta    | il acat'tait    |
| oulle acate | oulle est à acater | oulle a acaté  | oulle acatit  | oulle acatait | ou s'en va acater     | oulle acat'ta | oulle acat'tait |
| j'acatons   | j'sommes à acater  | j'avons acaté  | j'acatînmes   | j'acatêmes    | j'nos n'allons acater | j'acat'tons   | j'acat'têmes    |
| ous acatez  | ous êtes à acater  | ous avez acaté | ous acatîtes  | ous acatêtes  | ou vos n'allez acater | ous acat'tez  | ous acat'têtes  |
| il' acatent | i' sont à acater   | il' ont acaté  | il' acatîtent | il' acataient | i' lus en vont acater | il' acat'tont | il' acat'taient |

| présent     | présent progressif | parfait        | prétérit     | imparfait     | futur composé        | futur         | conditionnel    |
| ----------- | ------------------ | -------------- | ------------ | ------------- | -------------------- | ------------- | --------------- |
| j'viage     | j'sis à viagi      | j'ai viagi     | j'viagis     | j'viageais    | j'm'en vais viagi    | j'viag'geai   | j' viag'geais   |
| tu viage    | tu'est à viagi     | tu'as viagi    | tu viagis    | tu viageais   | tu t'en vas viagi    | tu viag'geas  | tu viag'geais   |
| i' viage    | il est à viagi     | il a viagi     | i' viagit    | i' viageait   | i' s'en va viagi     | i' viag'gea   | i' viag'geait   |
| ou viage    | oulle est à viagi  | oulle a viagi  | ou viagit    | ou viageait   | ou s'en va viagi     | ou viag'gea   | ou viag'geait   |
| j' viageons | j'sommes à viagi   | j'avons viagi  | j'viagînmes  | j'viagêmes    | j'nos n'allons viagi | j'viag'geons  | j' viag'gêmes   |
| ou viagiz   | ous êtes à viagi   | ous avez viagi | ou viagîtes  | ou viagêtes   | ou vos n'allez viagi | ou viag'gez   | ou viag'gêtes   |
| i' viagent  | i' sont à viagi    | il' ont viagi  | i' viagîtent | i' viageaient | i' lus en vont viagi | i' viag'geont | i' viag'geaient |

Les autres verbes réguliers en « -er » :
| présent      | présent progressif   | parfait          | prétérit       | imparfait      | futur composé           | futur           | conditionnel      |
| ------------ | -------------------- | ---------------- | -------------- | -------------- | ----------------------- | --------------- | ----------------- |
| j'freunme    | j'sis à freunmer     | j'ai freunmé     | j'freunmis     | j'freunmais    | j'm'en vais freunmer    | j'freunm'thai   | j'freunm'thais    |
| tu freunme   | tu'est à freunmer    | tu'as freunmé    | tu freunmis    | tu freunmais   | tu t'en vas freunmer    | tu freunm'thas  | tu freunm'thais   |
| i' freunme   | il est à freunmer    | il a freunmé     | i' freunmit    | i' freunmait   | i' s'en va freunmer     | i' freunm'tha   | i' freunm'thait   |
| ou freunme   | oulle est à freunmer | oulle a freunmé  | ou freunmit    | ou freunmait   | ou s'en va freunmer     | ou freunm'tha   | ou freunm'thait   |
| j'freunmons  | j'sommes à freunmer  | j'avons freunmé  | j'freunmînmes  | j'freunmêmes   | j'nos n'allons freunmer | j'freunm'thons  | j'freunm'thêmes   |
| ou freunmez  | ous êtes à freunmer  | ous avez freunmé | ou freunmîtes  | ou freunmêtes  | ou vos n'allez freunmer | ou freunm'thez  | ou freunm'thêtes  |
| i' freunment | i' sont à freunmer   | il' ont freunmé  | i' freunmîtent | i' freunmaient | i' lus en vont freunmer | i' freunm'thont | i' freunm'thaient |

Les verbes en « -tchi » et « -dgi » font une alternance « tch/qu » ou « dg/gu »
| présent     | présent progressif  | parfait          | prétérit       | imparfait      | futur composé          | futur          | conditionnel     |
| ----------- | ------------------- | ---------------- | -------------- | -------------- | ---------------------- | -------------- | ---------------- |
| j'couque    | j'sis à coutchi     | j'ai coutchi     | j'coutchis     | j'coutchais    | j'm'en vais coutchi    | j'couqu'thai   | j'couqu'thais    |
| tu couque   | tu'est à coutchi    | tu'as coutchi    | tu coutchis    | tu coutchais   | tu t'en vas coutchi    | tu couqu'thas  | tu couqu'thais   |
| i' couque   | il est à coutchi    | il a coutchi     | i' coutchit    | i' coutchait   | i' s'en va coutchi     | i' couqu'tha   | i' couqu'thait   |
| ou couque   | oulle est à coutchi | oulle a coutchi  | ou coutchit    | ou coutchait   | ou s'en va coutchi     | ou couqu'tha   | ou couqu'thait   |
| j'coutchons | j'sommes à coutchi  | j'avons coutchi  | j'coutchînmes  | j' coutchêmes  | j'nos n'allons coutchi | j'couqu'thons  | j'couqu'thêmes   |
| ou coutchiz | ous êtes à coutchi  | ous avez coutchi | ou coutchîtes  | ou coutchêtes  | ou vos n'allez coutchi | ou couqu'thez  | ou couqu'thêtes  |
| i' couquent | i' sont à coutchi   | il' ont coutchi  | i' coutchîtent | i' coutchaient | i' lus en vont coutchi | i' couqu'thont | i' couqu'thaient |

## Exemples de phrases
- Tch'est qu'ch'est l'Jèrriais ? : qu'est-ce que le jersiais ?

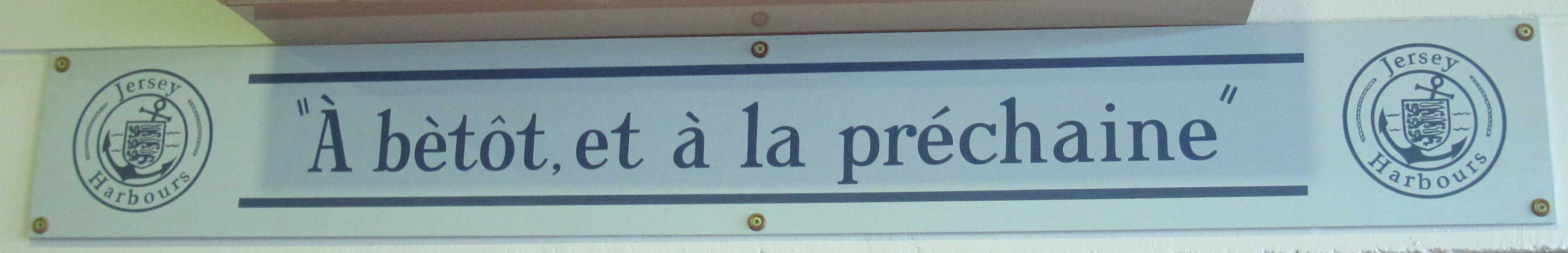
« À bientôt, à la prochaine fois » panneau en jersiais au port de Saint-Hélier.

- Ch'est la vielle langue d'Jèrri : c'est la langue ancestrale de Jersey
- Tchi temps qu'j'avons? : quel temps fait-il?
- I' fait caud aniet : il fait chaud aujourd'hui
- Tch'est qu'est vot' nom? : comment vous appelez-vous?
- Coumme est qu'ous êtes? : comment allez-vous?
- Tchille heuthe qu'il est? : quelle heure est-il?
- À bétôt : au revoir
- Mèrcie bein des fais : merci beaucoup
- Lâtchiz-mé : laissez-moi
- chennechîn : ceci
- ch't'î-chîn : celui-ci

## Hymne à Jersey
Y'a un coin d'tèrre qué j'aime, qué j'n'oubliéthai janmais -

Dans mes pensées tréjous preunmyi -

Car jé n'vai rein à compather à ses bieautés

Dans touos mes viages à l'êtrangi.

Jèrri, man paradis, pus belle taque souos l'solé -

Qué j'aime la paix dé chu Jèrri!

L'amour lé veurt, j'ai si envie dé m'en r'aller

Èrvaie man chièr pétit pays.

Man bieau p'tit Jèrri, la reine des îles -

Lieu dé ma naissance, tu m'pâsse bein près du tchoeu;

Ô, tchi doux souv'nîn du bouôn temps qu'j'ai ieu

Quand j'pense à Jèrri, la reine des îles!

Jé connais touos tes charmes; et combein qu'j'en ai joui

Auve eun-é chiéthe anmie, aut' fais!

Quand même qué pouor achteu jé n'sais pon tout près d'lyi,

N'y'a rein qu'Jèrri dans mes pensées.

Et pis, comme tout bouôn Jèrriais, dans l'fond dé man tchoeu

J'ai grand' envie dé m'en r'aller

Dans l'île tchi m'a donné tant d'amour et d'bonheu,

Èrvaie ma chiéthe et man siez-mé.

Man bieau p'tit Jèrri, la reine des îles -

Lieu dé ma naissance, tu m'pâsse bein près du tchoeu;

Ô, tchi doux souv'nîn du bouôn temps qu'j'ai ieu

Quand j'pense à Jèrri, la reine des îles!
— Frank Le Maistre, Man Bieau P'tit Jèrri